# Ectatoderus collatatus
Ectatoderus collatatus är en insektsart som först beskrevs av Karsch 1893.  Ectatoderus collatatus ingår i släktet Ectatoderus och familjen Mogoplistidae. Inga underarter finns listade i Catalogue of Life.